# Albert Krystyniak
Albert Krystyniak (ur. 6 listopada 1939 w Warszawie) – polski artysta plastyk, ceramik, fotograf, pedagog, z wykształcenia prawnik. Tuż po wojnie wraz z rodziną przeprowadził się z Rakowca do kamienicy przy ulicy Ząbkowskiej 24 i na warszawskiej Pradze spędził dzieciństwo. W latach 1973–1976 kilkukrotnie wracał na Pragę z aparatem Pentacon Six, by fotografować jej niszczejącą architekturę, zaniedbane podwórza i zakątki oraz zamieszkującą ją lokalną społeczność. Wybrane zdjęcia zaprezentował w czerwcu 1979 na wystawie Stara Praga w Warszawskim Ośrodku Kultury. Jest również autorem cyklu zdjęć opuszczonego pałacu w Korczewie. W tym okresie był członkiem warszawskiej grupy fotografików Fakt, założonej przez Mieczysława Cybulskiego i działającej pod egidą Dzielnicowego Domu Kultury przy ulicy Mikołaja Reja 9 na Ochocie. Jako fotoreporter współpracował w latach 70. XX wieku z czasopismem „Zielony Sztandar”.
W poszukiwaniu nowych środków wyrazu zainteresowania w 1979 skierował swoją uwagę w stronę ceramiki, a fotografię wykorzystywał do tworzenia dzieł z pogranicza różnych technik (m.in. cykle Portrety, Memento). Był członkiem Stowarzyszenia Artystów Ceramików "Keramos", tworzył i wystawiał wspólnie z żoną, również artystką ceramikiem, Polą Kurcewicz-Krystyniak. Ich prace prezentowane były na kilkudziesięciu wystawach indywidualnych i zbiorowych w kraju i za granicą. W roku 1985 na IV Biennale Ceramiki Polskiej w Wałbrzychu otrzymał Nagrodę Stowarzyszenia PAX.
W 2021 (lipiec-październik) w Muzeum Pragi odbyła się wystawa prac fotografa Praga lat 70. Fotografie Alberta Krystyniaka, której towarzyszył album wydany pod takim samym tytułem.

## Udział w wystawach
Albert Krystyniak brał udział w następujących wystawach:
- 1979 – „Stara Praga”, Warszawski Ośrodek Kultury, Warszawa (wystawa indywidualna fotografii)
- 1983 – Poplenerowa wystawa ceramiki, Wałbrzych
- 1984 – Poplenerowa wystawa ceramiki, Wałbrzych
- 1984 – I Targi Sztuki Krajów Socjalistycznych, Poznań
- 1985 – „Keramos i zaproszeni”, Galeria OW ZPAP - Dom Artysty Plastyka, Warszawa
- 1985 – „Ceramika i kwiaty”, Spółdzielnia „Wzór”, Warszawa
- 1985 – Plastyka Marynistyczna, Łódź
- 1985 – IV Biennale Ceramiki Polskiej, Wałbrzych
- 1985 – II Targi Sztuki Krajów Socjalistycznych, Poznań
- 1986 – IV Quadriennale des Kunsthandwerks sozialistischer Länder, Erfurt
- 1987 – V Biennale Ceramiki Polskiej, Wałbrzych
- 2021 – „Praga lat 70. Fotografie Alberta Krystyniaka”, Muzeum Pragi, Warszawa (wystawa indywidualna fotografii)